# 元誕 (昌楽王)
元 誕（げん たん、? - 536年）は、北魏・東魏の皇族。昌楽王。字は文発。献文帝の孫。

## 経歴
高陽王元雍の四男として生まれた。通直郎を初任とし、中書侍郎・通直散騎常侍に転じた。新陽県開国伯に封ぜられた。龍驤将軍の位を加えられた。530年10月、昌楽王に進んだ。平南将軍・散騎常侍・黄門侍郎に転じた。534年、東魏の孝静帝が立てられると、侍中・車騎大将軍・儀同三司・司州牧に任じられた。536年4月26日、死去した。使持節・侍中・太保・司徒公・尚書令の位を追贈された。諡を文献といった。
子がなく、元斌の次男の元子亮が後を嗣いだ。

## 伝記資料
- 『魏書』巻21上 列伝第9上
- 『北史』巻19 列伝第7
- 魏故使持節侍中太保領司徒公尚書令司州牧文献王墓誌銘（元誕墓誌）